# Lövgrundet (Lule)
Lövgrundet is een Zweeds mini-eiland behorend tot de Lule-archipel; het ligt  aan de noordoostkant van het eiland Sandön in de Sandöfjord als satellieteiland van Likskäret. Het eilandje heeft geen oeververbinding. Op het eiland staan anno 2008 4 gebouwen, waarschijnlijk zomerwoningen.